# Notomymar
Notomymar is een geslacht van vliesvleugeligen uit de familie Mymaridae. De wetenschappelijke naam van dit geslacht is voor het eerst geldig gepubliceerd in 1970 door Doutt & Yoshimoto.

## Soorten
Het geslacht Notomymar omvat de volgende soorten:
- Notomymar aptenosoma Doutt & Yoshimoto, 1970
- Notomymar masneri Yoshimoto, 1990